# رریر
در کتاب ولسونگا ساگا،رریر، پسر سیگی، پس از پدرش شاه می‌شود و انتقام کشته شدن او را می‌گیرد. او در سرزمین هون به هون‌ها حکومت می‌کند و حاکم قدرتمندی می‌گردد. پسر رریر ولسونگ است.
رریر و همسرش صاحب فرزند نمی‌شدند تا اینکه الهه فریگ، همسر اودین سیب جادویی باروری را توسط ماده غولی به نام هالجد که لباس مبدل یک کلاغ را پوشیده بود برای آنان فرستاد. کمی بعد از آن، همسر رریرباردار شد اما خود او بیمار شده و درگذشت. همسرش شش سال باردار بود تا اینکه متوجه شد زیاد زنده نخواهد ماند و دستور داد که فرزند او با سزارین، عملی که در آن زمان به قیمت جان مادر تمام می‌شد، به دنیا آورده شود. زمانی که فرزندش ،ولسونگ، به دنیا آمد، در هنگام تولد به مانند فردی بالغ می‌ماند و مادرش را قبل از مرگ بوسید.
کوه رریر مکانی در دنیای خیالی سرزمین میانی است.

## یادداشت
1. ↑  Byock (1990:36)
2. ↑  Byock (1990:37)